# Albanische Fußballnationalmannschaft (U-17-Junioren)
Die albanische U-17-Fußballnationalmannschaft ist eine Auswahlmannschaft albanischer Fußballspieler. Sie unterliegt der Federata Shqiptare e Futbollit und repräsentiert sie international auf U-17-Ebene, etwa in Freundschaftsspielen gegen die Auswahlmannschaften anderer nationaler Verbände, bei U-17-Europameisterschaften und U-17-Weltmeisterschaften.
Die Mannschaft qualifizierte sich bislang einmal für die Europameisterschaft. 1994 schied sie in Irland in der Vorrunde aus. 2025 konnte sie als Gastgerberin an der Europameisterschaft teilnehmen.
Für eine Weltmeisterschaft konnte sie sich bisher nicht qualifizieren.

## Teilnahme an U-17-Weltmeisterschaften
Bis 1989 U-16-Weltmeisterschaft
| 1985 | nicht qualifiziert |
| 1987 | nicht qualifiziert |
| 1989 | nicht qualifiziert |
| 1991 | nicht qualifiziert |
| 1993 | nicht qualifiziert |
| 1995 | nicht qualifiziert |
| 1997 | nicht qualifiziert |
| 1999 | nicht qualifiziert |
| 2001 | nicht qualifiziert |
| 2003 | nicht qualifiziert |
| 2005 | nicht qualifiziert |
| 2007 | nicht qualifiziert |
| 2009 | nicht qualifiziert |
| 2011 | nicht qualifiziert |
| 2013 | nicht qualifiziert |
| 2015 | nicht qualifiziert |
| 2017 | nicht qualifiziert |
| 2019 | nicht qualifiziert |
| 2023 | nicht qualifiziert |

## Teilnahme an U-17-Europameisterschaften

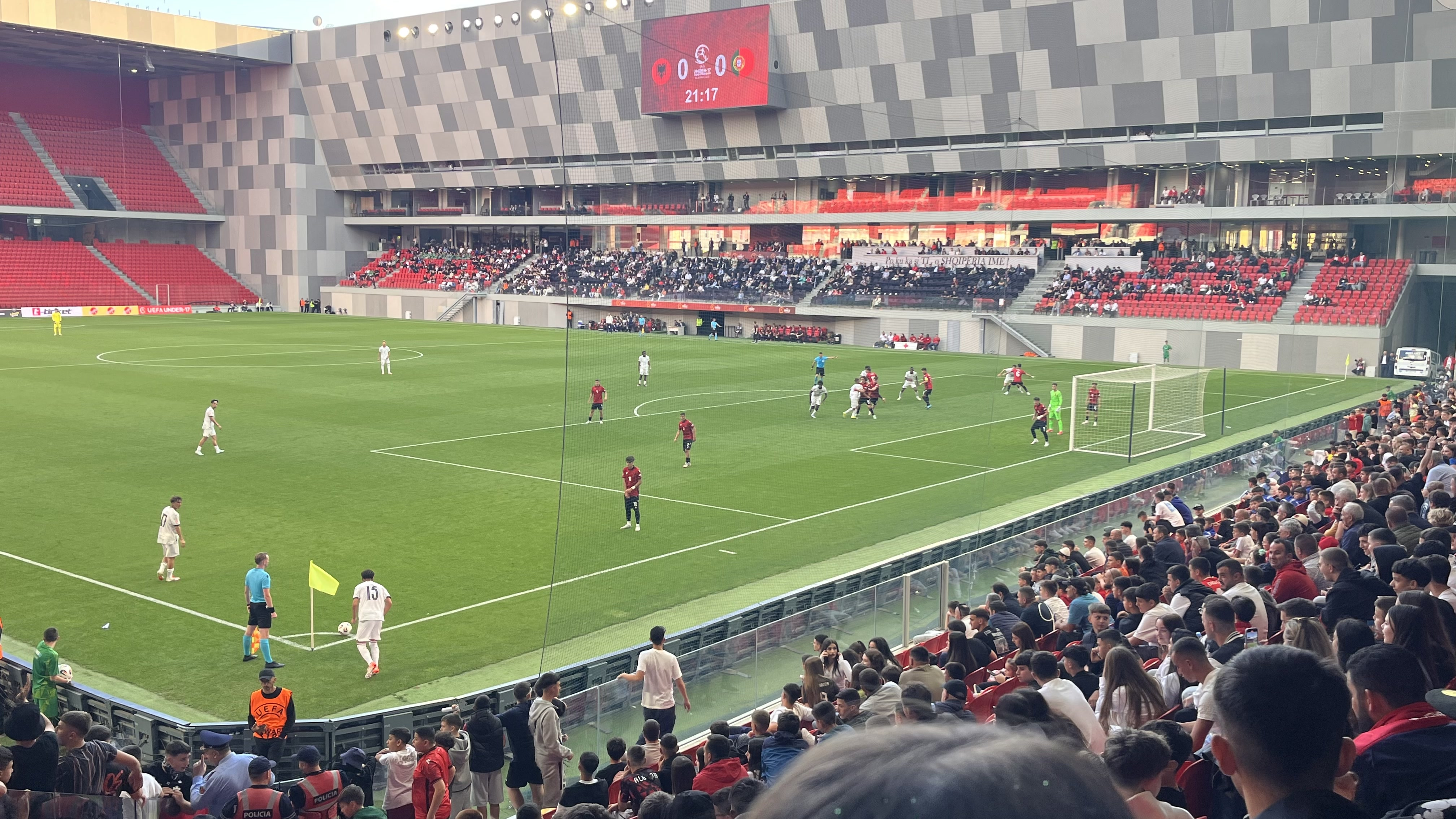
Die albanische Fußballnationalmannschaft beim Eröffnungsspiel der U-17-Fußball-Europameisterschaft 2025 in Tirana gegen Portugal

Bis 2001 U-16-Europameisterschaft
| 1982 | nicht qualifiziert         |
| 1984 | nicht qualifiziert         |
| 1985 | nicht qualifiziert         |
| 1986 | nicht qualifiziert         |
| 1987 | nicht qualifiziert         |
| 1988 | nicht qualifiziert         |
| 1989 | nicht qualifiziert         |
| 1990 | nicht qualifiziert         |
| 1991 | nicht qualifiziert         |
| 1992 | nicht qualifiziert         |
| 1993 | nicht qualifiziert         |
| 1994 | Vorrunde                   |
| 1995 | nicht qualifiziert         |
| 1996 | nicht qualifiziert         |
| 1997 | nicht qualifiziert         |
| 1998 | nicht qualifiziert         |
| 1999 | nicht qualifiziert         |
| 2000 | nicht qualifiziert         |
| 2001 | nicht qualifiziert         |
| 2002 | nicht qualifiziert         |
| 2003 | nicht qualifiziert         |
| 2004 | nicht qualifiziert         |
| 2005 | nicht qualifiziert         |
| 2006 | nicht qualifiziert         |
| 2007 | nicht qualifiziert         |
| 2008 | nicht qualifiziert         |
| 2009 | nicht qualifiziert         |
| 2010 | nicht qualifiziert         |
| 2011 | nicht qualifiziert         |
| 2012 | nicht qualifiziert         |
| 2013 | nicht qualifiziert         |
| 2014 | nicht qualifiziert         |
| 2015 | nicht qualifiziert         |
| 2016 | nicht qualifiziert         |
| 2017 | nicht qualifiziert         |
| 2018 | nicht qualifiziert         |
| 2019 | nicht qualifiziert         |
| 2022 | nicht qualifiziert         |
| 2023 | nicht qualifiziert         |
| 2024 | nicht qualifiziert         |
| 2025 | qualifiziert als Gastgeber |